# Hercules (truyện tranh Marvel)
Hercules là siêu anh hùng hư cấu xuất hiện trong truyện tranh Mỹ, được xuất bản bởi Marvel Comics. Được tạo bởi Stan Lee và Jack Kirby, Hercules ra mắt trong Avengers #10 (tháng 11 năm 1964), với vai trò là tai sai của Immortus. Sự xuất hiện chính thức lần đầu tiên của nhân vật trong Vũ trụ Marvel là trong Journey into Mystery Annual #1 (1965), được miêu tả như một đối thủ của thần sấm Thor.
Ra mắt trong kỷ nguyên bạc của truyện tranh, Heracles dựa trên nhân vật cùng tên trong thần thoại Hy Lạp và thần thoại La Mã, mặc dù "Hercules" gắn liền với thần thoại La Mã. Nhân vật là thành viên lâu năm của đội siêu anh hùng Avengers. Năm 2008, Hercules ra mắt trong loạt truyện riêng của mình với tiêu đề The Incredible Hercules.
Hercules được IGN xếp hạng 21 trong "Top 50 Avengers". Nhân vật đã xuất hiện trong các phương tiện truyền thông khác nhau bao gồm loạt phim truyền hình và trò chơi video.  Brett Goldstein thể hiện nhân vật này trong bộ phim Thor: Love and Thunder (2022) của Vũ trụ Điện ảnh Marvel.

## Lịch sử xuất bản
Nhân vật được lấy từ thần thoại và được viết bởi nhà văn kiêm biên tập viên Stan Lee và họa sĩ/chủ ý tưởng nhân vật,Jack Kirby.
Hercules được ra mắt trong Avengers #10 (tháng 11 năm 1964) như là một thâyma ưa thích,mặc dù sự góp mặt này về sau được tiết lộ là một kể mạo danh trong Limited series Avengers Forevers #1-12 (Tháng 12-1998- tháng 11 1999). Sự xuất hiện thật sự của Hercules trong vũ trụ Marvel là Journey Into Mystery Annual #1 (năm 1965),câu chuyện mà lúc Hercules trở thành địch thủ của thần sấm Thor

## Tiểu sử hư cấu

### Thập niên 2020
Khi Hercules theo dõi gia đình Olympus của mình,anh đã bị bắt sau đó.Sau đó anh đã được giải cứu bởi tân đội Guardians of the Galaxy. Anh đã giúp các Guardians trong việc ngăn chặn các vị thần lúc nảy đang trở nên điên loạn,nhưng đổi lại là sự hy sinh của Star Lord. Tiếp đến là trận đánh đội West Spiral Arm Guardians của Gamora,lúc này người đọc được nhìn thấy anh chàng Hercules ôm hôn Marvel Boy(Noh-Varr)